# Parafia Podwyższenia Krzyża Świętego w Świeradowie-Zdroju
Parafia pw. Podwyższenia Krzyża Świętego w Świeradowie-Zdroju – parafia rzymskokatolicka w dekanacie gryfowskim w diecezji Legnickiej. Obsługiwana przez księży diecezjalnych. Erygowana 1 stycznia 1945. Obejmuje północno-zachodnią część miasta – Czerniawę-Zdrój.

## Proboszczowie
Źródło: strona internetowa parafii
- ks. Robert Mammert (1945–1947)
- ks. Władysław Błachuś (1947–1951)
- ks. Wiktor Józefowicz 81951–1952)
- ks. Eugeniusz Kaparnik (1952–1966)
- ks. Zdzisław Żmudziński (1966–1970)
- ks. Tadeusz Wall (1970–1979)
- ks. Józef Tusiński (1979–1984)
- ks. Marian Dereń (1984–1996)
- ks. Marian Balcewicz (1996–2020)[2]
- ks. Grzegorz Ropiak (od 2020)[3]